# Gahnia filum
Gahnia filum är en halvgräsart som först beskrevs av Jacques-Julien Houtou de La Billardière, och fick sitt nu gällande namn av Ferdinand von Mueller. Gahnia filum ingår i släktet Gahnia och familjen halvgräs. Inga underarter finns listade i Catalogue of Life.